# Šafarsko
Šafarsko este o localitate din comuna Razkrižje, Slovenia, cu o populație de 141 de locuitori.